# Рада дільниці (Польща)
Рада дільниці (рада оседля) (пол. Rada dzielnicy (osiedla)) — допоміжна одиниця ради ґміни. 
Рішення ради дільниці приймає рада, членами якої є визначена кількість осіб:
- якщо кілька населення дільниці менша 20 тисяч, то 15 членів ради
- якщо понад 20 тисяч мешканців - 21 член ради

Виконавчим органом влади є управління. На чолі управління - голова управління. Член ради користається статусом службовця.
Компетенція ради дільниці, порядок обрання членів ради дільниці та інші аспекти діяльності закріплені статутом, який надається радою ґміни у вигляді ухвали.
У Варшаві утворення рад дільниці є обов'язковим (закріплено статутом Варшави), а вибори відбуваються на основі статуту від 16 липня 1998 року "Ordynacja wyborcza do rad gmin, rad powiatów i sejmików województw".
У Любліні до завдань ради дільниць входить: розв'язання істотних проблем дільниць, контакт з мешканцями дільниць(постійне чергування членів рад), приймання пропозицій та скарг мешканців дотичних до справ дільниці, співпраця з комісіями та депутатами (радними) Ради міста Люблін і висловлення позиції щодо справ Ради міста дотичних до дільниці, донесення інформації про них до мешканців дільниць, організація і підтримка ініціатив щодо покращення життя мешканців дільниці (напр. міська комунікація, екологія, господарювання на території дільниць), співпраця з поліцією, пожежниками, муніципальною поліцією в питаннях дотримання ладу, громадського порядку, безпеки мешканців та протидіяння соціальним девіаціям на території дільниць.

## Правове підґрунтя
Рада дільниці діє на основі повноважень наданих радою ґміни, згідно з статтею 5 уставу від 8 березня 1990 року про ґмінне самоврядування. Засади створення та діальності окреслює статут ґміни.

## Зовнішні лінки
- Ради дільниць у Ченстохові (пол.)
- Ради дільниць у Гдині (пол.)
- Ради дільниць у Кракові [Архівовано 17 вересня 2011 у Wayback Machine.] (пол.)
- Ради дільниць у Любліні (пол.)
- Ради оседл у Лодзі [Архівовано 24 січня 2012 у Wayback Machine.] (пол.)
- Ради дільниць столичного міста Варшави [Архівовано 4 січня 2012 у Wayback Machine.] (пол.)